# 1624 en France
Chronologie de la France
- 1620
- 1621
- 1622
- 1623
- 1624
- 1625
- 1626
- 1627
- 1628

## Événements
- Le Rhône est gelé. Gel d’oliviers en Languedoc[1].

- 2 janvier : disgrâce de Brûlart de Sillery et de Puisieux[2].
- 6 janvier : Étienne Ier d'Aligre devient garde des sceaux de France[3].

- 29 avril : Richelieu entre au conseil d’en haut[4].

- Mai : révolte paysanne des « croquants du Quercy » contre l’établissement de bureaux d’élection[5].
- 7 juin : les croquants du Quercy sont dispersés par le maréchal de Thémines[6].

- 10 juin : traité de subsides signé à Compiègne entre Louis XIII et les Provinces-Unies[7].

- 13 août : Richelieu prend la direction du conseil d’en haut après l’arrestation du surintendant des finances La Vieuville[4]. Le père Joseph devient son conseiller intime (son Éminence grise). Début de l'administration de Richelieu en France (fin en 1642).

- 3 octobre : Étienne Ier d’Aligre devient chancelier de France[8].
- 21 octobre : enregistrement de l’édit de Saint-Germain-en-Laye établissant une Chambre de justice pour la recherche des abus et malversations commises dans les finances. Elle est supprimée en mai 1625[9].

- 26 novembre : les troupes françaises du marquis de Cœuvre partent de Coire pour occuper les forts de la Valteline ; elles bousculent les troupes papales et espagnoles[10].

- 6 et 10 décembre : traités avec Venise et avec le duc de Savoie au sujet de la Valteline[7].